# Pardede Onan
Pardede Onan is een bestuurslaag in het regentschap Toba Samosir van de provincie Noord-Sumatra, Indonesië. Pardede Onan telt 3175 inwoners (volkstelling 2010).